# Olga Georgijewna Tschaikowskaja

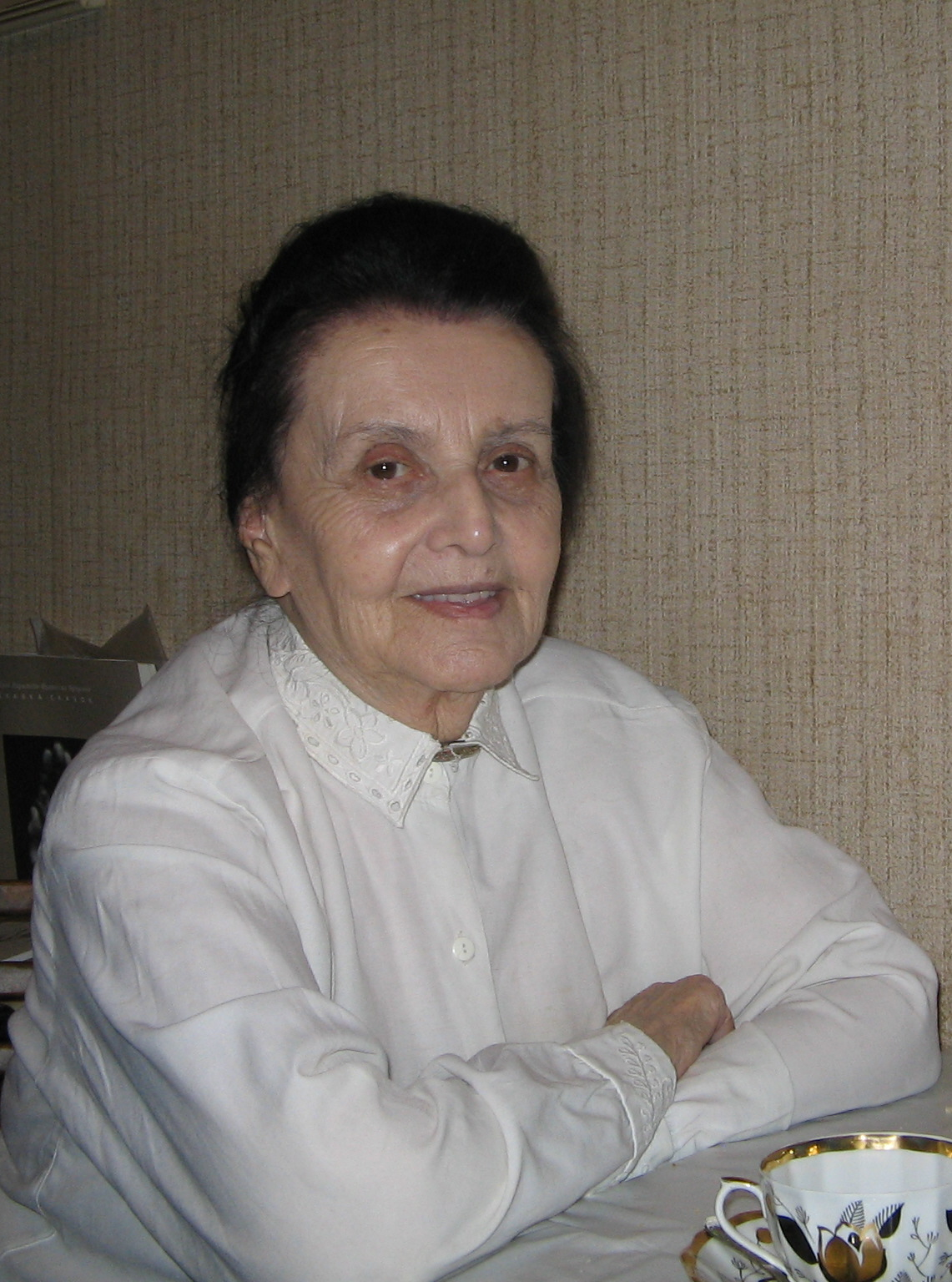
Olga Georgijewna Tschaikowskaja (2006)

Olga Georgijewna Tschaikowskaja (russisch Ольга Георгиевна Чайковская; * 13. Julijul. / 26. Juli 1917greg. im Dorf Solotowo, Ujesd Bronnizy, Gouvernement Moskau; † 13. Dezember 2012 in Moskau) war eine sowjetische bzw. russische Mittelalterhistorikerin, Journalistin, Menschenrechtsaktivistin und Schriftstellerin.

## Leben
Tschaikowskaja, Tochter eines Bauingenieurs und einer Landärztin und Großnichte 3. Grades des Komponisten Pjotr Tschaikowski, studierte am Moskauer Institut für Philosophie, Literatur und Geschichte mit Abschluss bei dem Mediävisten Alexander Neussychin. Nach der anschließenden Aspirantur wurde sie 1947 zur Kandidatin der historischen Wissenschaften promoviert. Darauf wurde sie dem Kalininer Pädagogischen Institut (jetzt Universität Twer) zugeteilt. Dort hielt sie bis 1950 die Mittelalter-Vorlesung und nebenamtlich 1949–1950 auch am Moskauer Fremdsprachen-Militärinstitut. Sie veröffentlichte Arbeiten zur Geschichte des westeuropäischen Mittelalters.
Von 1949 bis 1957 war Tschaikowskaja wissenschaftliche Redakteurin der Verlage Sowetskaja enziklopedija und Inostrannaja literatura.
Nach Stalins Tod war Tschaikowskaja nach Natalja Iwanowna Tschetunowa (1901–1983) und Frida Wigdorowa (1915–1965) die jüngste der drei Menschenrechtsjournalistinnen, die sich für die Verfolgten und Gefangenen einsetzten. Dank der Hilfe Wigdorowas konnte Tschaikowskaja für die Iswestija arbeiten, die seit 1959 von Chruschtschows Schwiegersohn Alexei Adschubei geleitet wurde. Ihre erste Menschenrechtsaktion war ein Artikel am 8. Juni 1962 in der Komsomolskaja Prawda zur Verteidigung eines Jung-Adventisten gegen Behördenverfolgung. Bekannt wurde sie durch ihre Artikel in der Istwestija, von deren Juristin Jelena Dmitrijewna Rosanowa (1920–1993) sie unterstützt wurde, und dann in der Literaturnaja gaseta. In ihren Artikeln über Moral und Recht wies sie im Hinblick auf Menschen, die unter Behördenwillkür gelitten hatten, auf Fehler im sowjetischen Rechtssystem hin. Adschubei veröffentlichte ihre Artikel mit Vorsicht, und nach dessen Rücktritt blieb ihr die Iswestija verschlossen.
Ein historischer Kriminalroman war Tschaikowskajas erstes Buch, das 1963 in Moskau erschien. Mitglied des Schriftstellerverbands der UdSSR wurde sie 1967. Ihr Kinderbuch Letajuschtscheje Stschastje (Das  fliegende Glück) erschien 1970. Zwei weitere Kriminalromane folgten 1975 und 1995. Mit einer Gruppe von Schriftstellern unternahm sie 1975 eine größere Reise zu den Baustellen der Baikal-Amur-Magistrale, worauf sie darüber einen Reisebericht veröffentlichte. Weitere Reisen folgten, so 1985 zum sterbenden Tofalarenvolk im Westen der Oblast Irkutsk.
An kollektiven Protesten beteiligte sich Tschaikowskaja nie, um sich ihre journalistischen Arbeitsmöglichkeiten zu erhalten. Nur stillschweigend hatte sie Alexander Solschenizyn und Andrei Sacharow geholfen. Wegen ihrer Kritik am sowjetischen System war sie bekannt und beliebt.
Nach dem Zerfall der Sowjetunion war Tschaikowskaja von 1994 bis 2002 Präsidentin der Menschenrechtsgesellschaft für den Menschen in der Unfreiheit. Mit ihrer Kritik an der postsowjetischen Ordnung und ihren Hinweisen auf die Verschlechterung des Rechtssystems und die Situation der Gefangenen wurde sie in der Öffentlichkeit nicht mehr wahrgenommen, und zu Vorträgen wurde sie kaum noch eingeladen. Vergeblich versuchte sie, die Öffentlichkeit auf Pogrome an nationalen Minderheiten und die Schrecken des Tschetschenienkriegs aufmerksam zu machen. Im Übrigen verfasste sie Bücher über Peter I. und Katharina II. als Vollenderin des Werks Peters I.
Tschaikowskaja war mit dem Historiker Wiktor Dawydowitsch Weis (1916–1942; gefallen im Große Vaterländischen Krieg) verheiratet, mit dem sie den Sohn Juri bekam, und 1951–1957 mit dem Geologen Jakow Swet (1911–1987).
Tschaikowskaja starb in Moskau am 13. Dezember 2012 zu Hause. An der Trauerfeier nahm von den bekannten Personen nur Juri Norstein teil, der sie bis zuletzt besucht hatte. Ihre Urne wurde in Klin auf dem Gedenk-Friedhof des Tschaikowski-Museums beigesetzt.